# Elmārs Ernsts Rozītis
Elmārs Ernsts Rozītis (* 30. März 1948 in Esslingen am Neckar) ist ein deutscher lutherischer Geistlicher und emeritierter Erzbischof der Lettischen Evangelisch-Lutherischen Kirche außerhalb Lettlands. 

## Leben
Elmārs Rozītis, ein Sohn eines aus Lettland nach Deutschland emigrierten Pfarrers, erwarb 1967 auf dem Georgii-Gymnasium Esslingen das Abitur und studierte anschließend Evangelische Theologie an den Universitäten in Tübingen, Hamburg und Wien. In Tübingen 
legte er 1973 das Fakultätsexamen ab. Ordiniert wurde er im selben Jahr in der Lettischen Evangelisch-Lutherischen Kirche im Exil, wie sie damals noch hieß, und betreute von da an deren Gemeinden im südwestdeutschen Raum, schon vor seinem Zweiten Theologischen Examen, das er 1975 bei der Evangelischen Landeskirche in Württemberg ablegte. Ab 1982 leitete er als Propst den deutschen Zweig seiner Kirche mit Dienstsitz in Esslingen. Nach dem Tod von Kārlis Gailitis kandidierte er 1993 für dessen Amt als Erzbischof der Evangelisch-Lutherischen Kirche Lettlands, unterlag jedoch seinem Gegenkandidaten Jānis Vanags. Dabei soll seine Befürwortung der Ordination von Frauen und seine von der westlichen Theologie geprägte liberale Haltung eine wichtige Rolle gespielt haben.
Rozītis, der schon seit 1990 einer der Vizepräsidenten der Auslandskirche war, wurde nach dem Tod von Arnolds Lūsis zum Erzbischof der Lettischen Evangelisch-Lutherischen Kirche außerhalb Lettlands gewählt und am 1. Mai 1994 durch den schwedischen Bischof Henrik Svenungsson in Toronto in sein Amt eingeführt. Den Sitz der Kirche verlegte er wieder an seinen Wohnort Esslingen, wo er schon bis 1962 gewesen war. 2001 und 2008 wurde er in seinem Amt als geistlicher Leiter der Kirche wiedergewählt. Mit der Erreichen der Altersgrenze trat er 2015 in den Ruhestand; seine Nachfolgerin wurde Lauma Zušēvica.
Seit 2000 ist Rozītis mit der Lettin Vera Volgemute, der ehemaligen Leiterin der Christlichen Schule in Riga, verheiratet. Sie wurden von Erzbischof Vanags im Dom zu Riga getraut.

## Veröffentlichungen (Auswahl)
- Geschichte und Aufbau der Evangelisch-Lutherischen Kirche Lettlands im  Exil. In: Kirche im Osten 21/22, 1978, S. 65–77.
- Der Beitrag der Lettischen Evangelisch-Lutherischen Kirche im Ausland zur europäischen Integration in Zusammenarbeit mit der lettischen Heimatkirche und einheimischen Kirchen der Gastländer. In: Beiträge zur ostdeutschen Kirchengeschichte 8 (2007), S. 209–214.